# Frente Nacional para la Liberación de Angola
El Frente Nacional para la Liberación de Angola (en portugués: Frente Nacional de Libertação de Angola) fue un movimiento guerrillero de tendencia derechista y prooccidental que obtuvo los apoyos del Zaire y China durante la Guerra de Independencia de Angola, y el apoyo de Estados Unidos, España y Sudáfrica para luchar contra el MPLA en la guerra civil de Angola. 
Actualmente es un partido político de importancia marginal.

## Historia
El movimiento tiene sus orígenes en la União das Populações do Norte de Angola (en español: Unión de las Poblaciones del Norte de Angola), movimiento de carácter regionalista, principalmente integrado por miembros de la etnia bakongo, fundado por Holden Roberto en 1954, que aspiraba a la independencia de su región del imperio colonial portugués. En 1958 cambiaría su nombre por el de União das Populações de Angola.

### Lucha contra los portugueses
La UPA lanzó una campaña racista en marzo de 1961 instando a la sublevación de la tribu bakongo por encima del resto, lo que provocó que varias bandas de asalto asesinaran a unos 2000 europeos, a mulatos angoleños y a unos 6000 personas de otras tribus como los ovimbundu o mbundo. Esto provocó la reacción portuguesa con el envío de decenas de miles de soldados desde la metrópoli que sofocaron la rebelión con un baño de sangre. Muchos de los bakongos supervivientes emigraron al Zaire.
En 1962 tomó su nombre definitivo y cambió sus reivindicaciones regionalistas a aspiraciones hacia la independencia de Angola.
Desde sus bases en el Zaire atacó a los portugueses; pero también tenía entre sus filas a viejos colaboradores de los portugueses, lo cual siempre despertó la desconfianza del MPLA que ya se postulaba como una de las grades fuerzas opositoras a la colonización.
En 1964 el ministro de Exteriores Jonás Savimbi abandonó el Gobierno Revolucionario de Angola en el Exilio (GRAE), fundado dos años antes por el FNLA, acusando a Holden Roberto de corrupción y nepotismo mediante la publicación de una carta del número del 25 de noviembre de la revista Remarques Africaines. También publicó una lista de los agentes de la CIA que trabajaban en el FNLA. Dos años después fundó la UNITA, financiada por los colonos portugueses blancos, que continuaría la guerra y más tarde sería uno de los protagonistas de la guerra civil.

### Lucha en la guerra civil

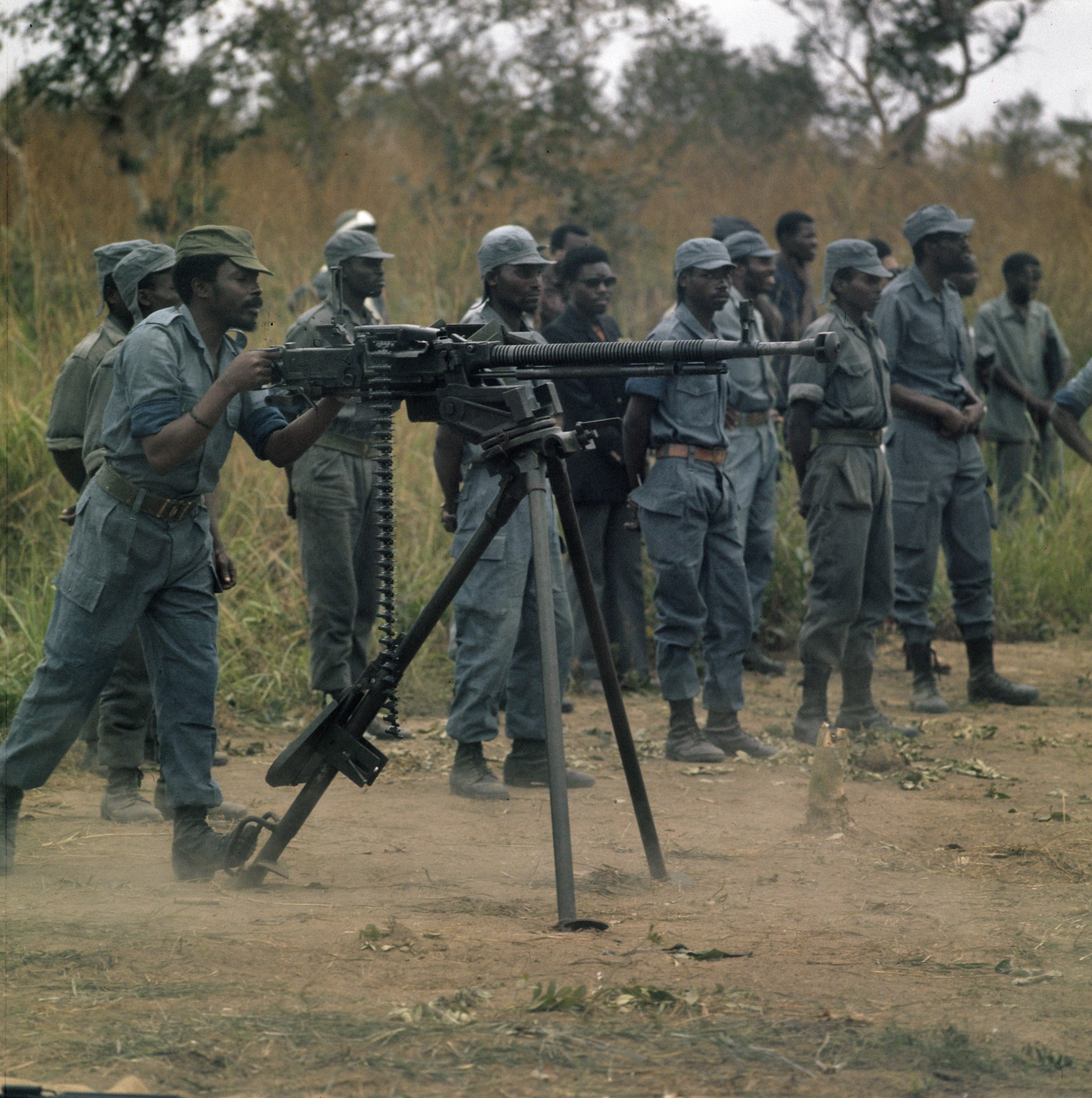
Entrenamiento de soldados pertenecientes al FNLA en Zaire en 1973.

En 1975 participó en los Acuerdos de Alvor para perfilar una Angola independiente; pero varias circunstancias impidieron llegar a un acuerdo y estalló la guerra.
El FNLA se esforzó por dominar su terreno tradicional, el norte del país, zona en la que a nordeste se ubicaban algunas minas importantes de diamantes. Algunas de sus unidades militares llegaron al centro y sur de Angola. Pero la intervención cubana en octubre de 1975 redujo mucho sus efectivos de los que parte volvieron al Norte, parte fueron integrados en el famoso "Batallón Búfalo" organizado por los sudafricanos del régimen del apartheid.
En 1977 la guerra llegó hasta el territorio tradicional del FNLA. Este siguió recibiendo apoyo de Zaire y de China, pero tuvo que retirarse completamente de Angola, concentrándose en el Zaire. Cuando el MPLA, en el final de les años 80, tomó la iniciativa de constituir un llamado Gobierno de Unidad y Reconciliación Nacional (GURN), el FNLA como —también la UNITA— participó de este gobierno con algunos ministros.
Cuando, en 1990/1991, el MPLA se vio forzado a abandonar el régimen monopartidario de orientación socialista, y a establecer un régimen multipartidário democrático, el FNLA se constituyó en partido político sin pretensiones militares. Participó en las elecciones presidenciales y parlamentares de 1992, fracasando completamente en las primeras, pero conseguindo 10 % de los votos en las segundas. Entró por lo tanto en el parlamento con un cinco diputados, pero que tenían una presencia sin significado real.
Desde las elecciones generales de 2008, los votos de FNLA empezaron a bajar, pasando obtener de tres diputados en 2008, a tan solo un escaño en 2017. En las elecciones generales de 2022, logró obtener dos escaños.

## Financiamiento
De orientación protestante, el grupo derechista ha sido financiado desde prácticamente sus inicios por el American Comittee on Africa, a través del grupo Baptist Church.